# Mater et Magistra
Mater et Magistra (Latijn voor moeder en lerares) is een encycliek van paus Johannes XXIII van 15 mei 1961 met betrekking tot het christendom en de sociale vooruitgang. De encycliek verscheen ter gelegenheid van de zeventigste verjaardag van de - op dezelfde aangelegenheden betrekking hebbende - encycliek Rerum Novarum van paus Leo XIII.
De encycliek is - zoals gebruikelijk - vernoemd naar de eerste woorden van de eerste zin van de encycliek, die luidt:
Mater et magistra gentium a Christo Iesu ob eam causam catholica Ecclesia constituta est, ut, per saeculorum decursum, omnes, qui in eius sinum et amplexum venturi essent, cum praestantioris vitae plenitudine salutem reperirent
In vertaling:
Als Moeder en Lerares van de volken is de katholieke Kerk door Jezus Christus gesticht om allen, die zij in de loop van de eeuwen liefdevol in haar schoot zou opnemen, aan de volheid van een hoger leven en aan het heil deelachtig te maken.
Een van de hoofdstellingen van de encycliek is dat het arbeiders dient te worden toegestaan medezeggenschap te hebben in de ondernemingen. Het was voor het eerst dat in deze zin zo duidelijk stelling genomen werd door de Katholieke Kerk. Ook voor het eerst werd aandacht gevraagd voor de positie van werknemens in minder ontwikkelde landen. De encycliek is geen sociaal-filosofisch werkstuk maar eerder een handleiding voor praktische wenken met betrekking tot sociale vraagstukken van de eigen tijd. Voor het eerst ook wordt vanwege een paus de democratische staatsvorm verkozen boven andere staatsvorming. Vanwege de nadruk op medezeggenschap, is de encycliek ook wel bekend geworden als de medezeggenschapsencycliek.